# Copa Libertadores 2019
Die Copa Libertadores 2019, offiziell auch Copa Conmebol Libertadores 2019, war die 60. Ausspielung des wichtigsten südamerikanischen Fußballwettbewerbs für Vereinsmannschaften. Der Wettbewerb wurde vom südamerikanischen Fußballverband CONMEBOL organisiert. In der Saison 2019 nahmen insgesamt 47 Mannschaften teil, darunter Titelverteidiger River Plate aus Argentinien und der Sieger der Copa Sudamericana 2018, Athletico Paranaense aus Brasilien. Das Turnier begann am 22. Januar 2019 mit der Qualifikationsrunde und endete am 23. November 2019 mit dem Finale. Erstmals in der Geschichte des Wettbewerbs wurde der Sieger nicht mehr in Hin- und Rückspiel ermittelt, sondern in einem Entscheidungsspiel.
Für dieses Finalspiel war das Estadio Nacional in der chilenischen Hauptstadt Santiago vorgesehen. Wegen der Proteste in Chile entschied der Verband CONMEBOL gemeinsam mit den beiden Finalisten Flamengo und River Plate am 5. November, den Spielort in das über 80.000 Zuschauer fassende größte Stadion Südamerikas, dem Estadio Monumental in Lima, zu verlegen.
Flamengo qualifizierte sich als Sieger des Wettbewerbs für die Recopa Sudamericana 2020 und die FIFA-Klub-Weltmeisterschaft 2019.

## Teilnehmende Mannschaften
Die folgenden Mannschaften nahmen an der Copa Libertadores 2019 teil.
- Copa Libertadores 2018 Sieger
- Copa Sudamericana 2018 Sieger
- Brasilien: 7 Startplätze
- Argentinien: 6 Startplätze
- Alle anderen Verbände: 4 Startplätze

Für die Gruppenphase direkt qualifiziert waren 28 Klubs:
- Copa Libertadores 2018 Sieger
- Copa Sudamericana 2018 Sieger
- Argentinien und Brasilien: die besten fünf Mannschaften der Länder-Qualifikation
- Alle anderen Verbände: die besten zwei Mannschaften der Länder-Qualifikation

Für die zweite Qualifikationsrunde qualifiziert waren 13 Klubs:
- Argentinien: der Platz sechs der Länder-Qualifikation
- Brasilien: die Plätze sechs und sieben der Länder-Qualifikation
- Chile und Kolumbien: die Plätze drei und vier der Länder-Qualifikation
- Alle anderen Verbände: die Plätze drei der Länder-Qualifikation

Für die erste Qualifikationsrunde qualifiziert waren 6 Klubs:
- der vierte Platz aus der Länder-Qualifikation von Bolivien, Ecuador, Paraguay, Peru, Uruguay und Venezuela

| Land                        | Verein                               | Qualifikationsgrund                                         | Ergebnis         |
| --------------------------- | ------------------------------------ | ----------------------------------------------------------- | ---------------- |
| Argentinien 6+1 Startplätze | River Plate                          | Copa Libertadores 2018 Sieger                               | Zweitplatzierter |
| Argentinien 6+1 Startplätze | Boca Juniors                         | Primera División 2018 Gewinner                              | Halbfinale       |
| Argentinien 6+1 Startplätze | CD Godoy Cruz                        | Primera División 2018 Zweiter                               | Achtelfinale     |
| Argentinien 6+1 Startplätze | Rosario Central                      | Copa Argentina Sieger                                       | Gruppenphase     |
| Argentinien 6+1 Startplätze | Club Atlético San Lorenzo de Almagro | Primera División 2018 Dritter                               | Achtelfinale     |
| Argentinien 6+1 Startplätze | Club Atlético Huracán                | Primera División 2018 Vierter                               | Gruppenphase     |
| Argentinien 6+1 Startplätze | Club Atlético Talleres (Q-2)         | Primera División 2018 Fünfter                               | Q-3              |
| Bolivien 4 Startplätze      | Club Jorge Wilstermann               | 2018 Apertura                                               | Gruppenphase     |
| Bolivien 4 Startplätze      | Club San José                        | 2018 Clausura                                               | Gruppenphase     |
| Bolivien 4 Startplätze      | Club The Strongest (Q-2)             | 2018 Clausura Zweiter                                       | Q-2              |
| Bolivien 4 Startplätze      | Club Bolívar (Q-1)                   | 2018 Bestes nicht direkt qualifiziertes Team                | Q-1              |
| Brasilien 7 + 1 Startplätze | Athletico Paranaense                 | Copa Sudamericana 2018 Sieger                               | Achtelfinale     |
| Brasilien 7 + 1 Startplätze | Palmeiras São Paulo                  | Meister 2018                                                | Viertelfinale    |
| Brasilien 7 + 1 Startplätze | Cruzeiro Belo Horizonte              | Pokalsieger 2018                                            | Achtelfinale     |
| Brasilien 7 + 1 Startplätze | Flamengo Rio de Janeiro              | Zweiter Série A 2018                                        | Gewinner         |
| Brasilien 7 + 1 Startplätze | Internacional Porto Alegre           | Dritter Série A 2018                                        | Viertelfinale    |
| Brasilien 7 + 1 Startplätze | Grêmio Porto Alegre                  | Vierter Série A 2018                                        | Halbfinale       |
| Brasilien 7 + 1 Startplätze | FC São Paulo (Q-2)                   | Fünfter Série A 2018                                        | Q-2              |
| Brasilien 7 + 1 Startplätze | Atlético Mineiro (Q-2)               | Sechster Série A 2018                                       | Gruppenphase     |
| Chile 4 Startplätze         | CD Universidad Católica              | Meister 2018                                                | Gruppenphase     |
| Chile 4 Startplätze         | CD Universidad de Concepción         | Zweiter Primera División 2018                               | Gruppenphase     |
| Chile 4 Startplätze         | CF Universidad de Chile (Q-2)        | Dritter Primera División 2018                               | Q-2              |
| Chile 4 Startplätze         | CD Palestino (Q-2)                   | Pokalsieger 2018                                            | Gruppenphase     |
| Ecuador 4 Startplätze       | LDU Quito                            | Meister 2018                                                | Viertelfinale    |
| Ecuador 4 Startplätze       | Club Sport Emelec                    | Zweiter 2018                                                | Achtelfinale     |
| Ecuador 4 Startplätze       | Barcelona Sporting Club (Q-2)        | Bestes nicht qualifiziertes Team aus der Gesamttabelle      | Q-2              |
| Ecuador 4 Startplätze       | Delfín SC (Q-1)                      | Zweitbestes nicht qualifiziertes Team aus der Gesamttabelle | Q-2              |
| Kolumbien 4 Startplätze     | Deportes Tolima                      | Meister der Apertura 2018                                   | Gruppenphase     |
| Kolumbien 4 Startplätze     | Atlético Junior                      | Meister der Finalización 2018                               | Gruppenphase     |
| Kolumbien 4 Startplätze     | Independiente Medellín (Q-2)         | Bestes nicht qualifiziertes Team aus der Gesamttabelle      | Q-2              |
| Kolumbien 4 Startplätze     | Atlético Nacional (Q-2)              | Pokalsieger 2018                                            | Q-3              |
| Paraguay 4 Startplätze      | Club Olimpia                         | Meister der Apertura und Clausura 2018                      | Achtelfinale     |
| Paraguay 4 Startplätze      | Club Cerro Porteño                   | Bestes nicht qualifiziertes Team aus der Gesamttabelle      | Viertelfinale    |
| Paraguay 4 Startplätze      | Club Libertad (Q-2)                  | Zweitbestes nicht qualifiziertes Team aus der Gesamttabelle | Achtelfinale     |
| Paraguay 4 Startplätze      | Club Nacional (Q-1)                  | Drittbestes nicht qualifiziertes Team aus der Gesamttabelle | Q-1              |
| Peru 4 Startplätze          | Sporting Cristal                     | Meister Descentralizado 2018                                | Gruppenphase     |
| Peru 4 Startplätze          | Alianza Lima                         | Zweiter Descentralizado 2018                                | Gruppenphase     |
| Peru 4 Startplätze          | FBC Melgar (Q-2)                     | Meister der Torneo de Verano                                | Gruppenphase     |
| Peru 4 Startplätze          | Real Garcilaso (Q-1)                 | Bestes nicht qualifiziertes Team der Descentralizado 2018   | Q-1              |
| Uruguay 4 Startplätze       | Peñarol Montevideo                   | Meister 2018                                                | Gruppenphase     |
| Uruguay 4 Startplätze       | Nacional Montevideo                  | Zweiter 2018                                                | Achtelfinale     |
| Uruguay 4 Startplätze       | Danubio FC (Q-2)                     | Bestes nicht qualifiziertes Team aus der Gesamttabelle      | Q-2              |
| Uruguay 4 Startplätze       | Defensor Sporting (Q-1)              | Zweitbestes nicht qualifiziertes Team aus der Gesamttabelle | Q-3              |
| Venezuela 4 Startplätze     | Zamora FC                            | Meister 2018                                                | Gruppenphase     |
| Venezuela 4 Startplätze     | Deportivo Lara                       | Zweiter 2018                                                | Gruppenphase     |
| Venezuela 4 Startplätze     | FC Caracas (Q-2)                     | Bestes nicht qualifiziertes Team aus der Gesamttabelle      | Q-3              |
| Venezuela 4 Startplätze     | Deportivo La Guaira (Q-1)            | Zweitbestes nicht qualifiziertes Team aus der Gesamttabelle | Q-2              |

## Qualifikationsrunden
Die Qualifikationsrunde fand in drei Stufen statt. Das erstgenannte Team hatte im Hinspiel Heimrecht, das zweite im Rückspiel.

### Auslosung Qualifikation
Die Auslosungen für die Spiele in der Qualifikations- sowie der Gruppenphase fanden am 17. Dezember 2018 im CONMEBOL Convention Center in Luque (Paraguay) statt. Die Teams wurden gemäß ihrem CONMEBOL-Ranking in der Copa Libertadores gesetzt. Dabei fanden drei Faktoren Berücksichtigung:
- Performance in den letzten 10 Jahren, unter Berücksichtigung der Copa-Libertadores-Ergebnisse im Zeitraum 2009–2018
- Historischer Koeffizient, unter Berücksichtigung der Copa-Libertadores-Ergebnisse im Zeitraum 1960–2008
- Landesmeisterschaft mit Bonus-Punkten an Landesmeister der letzten 10 Jahre

Ausgelost wurden die erste und zweite Qualifikationsrunde sowie die Gruppenphase. Für die dritte Runde der Qualifikation wurde keine Auslosung vorgenommen, die Paarungen wurden vorab festgelegt. Die in den Klammern angegebenen Zahlen sind das Ergebnis des CONMEBOL-Rankings.
Auslosung erste Qualifikationsrunde
Für die erste Qualifikationsrunde wurden sechs Mannschaften in drei Paarungen gezogen:
| Gesetzte Mannschaften                                         | Nicht gesetzte Mannschaften                                |
| Defensor Sporting (35) Club Nacional (37) Real Garcilaso (57) | Delfín SC (87) Deportivo La Guaira (209) Club Bolívar (21) |

Auslosung zweite Qualifikationsrunde
Für die zweite Qualifikationsrunde wurden acht Paarungen ermittelt. Dabei konnten Mannschaften aus denselben Mitgliedsverbänden nicht aufeinander treffen. Eine Ausnahme bilden die Qualifikanten aus der ersten Runde. Da diese zum Zeitpunkt der Auslosung nicht feststanden, konnten sie in der zweiten Runde auf Mitglieder des eigenen Verbandes treffen.
| Gesetzte Mannschaften | Nicht gesetzte Mannschaften |
| Atlético Nacional (4) Atlético Mineiro (10) FC São Paulo (13) Club Libertad (23) Barcelona Sporting Club (24) Universidad de Chile (29) Independiente Medellín (64) FC Caracas (67) | FBC Melgar (80) CD Palestino (84) Danubio FC (85) Club Atlético Talleres (182) Club The Strongest (27) Qualifikant 1 Qualifikant 2 Qualifikant 3 |

### 1. Qualifikationsrunde
Die erste Qualifikationsrunde fand vom 22. bis 30. Januar 2019 statt.
| Datum       |                     | Gesamt    |                   | Hinspiel | Rückspiel |
| ----------- | ------------------- | --------- | ----------------- | -------- | --------- |
| 22.1./30.1. | Delfín SC           | 5:1       | Club Nacional     | 3:0      | 2:1       |
| 23.1./29.1. | Deportivo La Guaira | (a)2:2(a) | Real Garcilaso    | 1:0      | 1:2       |
| 23.1./30.1. | Club Bolívar        | 5:6       | Defensor Sporting | 2:4      | 3:2       |

### 2. Qualifikationsrunde
Die Spiele der zweiten Qualifikationsrunde fanden zwischen dem 5. und 14. Februar 2019 statt. Die Hinspielpaarung zwischen Defensor Sporting und dem Barcelona Sporting Club am 6. Februar endete 1:2 für Barcelona. Aufgrund des illegalen Einsatzes des Spielers Sebastián Pérez Cardona durch Barcelona, entschied die CONMEBOL das Spiel mit 3:0 für Defensor zu werten.
| Datum      |                        | Gesamt          |                         | Hinspiel | Rückspiel |
| ---------- | ---------------------- | --------------- | ----------------------- | -------- | --------- |
| 5.2./12.2. | Danubio FC             | 4:5             | Atlético Mineiro        | 2:2      | 2:3       |
| 5.2./13.2. | FBC Melgar             | 1:0             | Universidad de Chile    | 1:0      | 0:0       |
| 5.2./13.2. | Club The Strongest     | 2:6             | Club Libertad           | 1:1      | 1:5       |
| 6.2./12.2. | CD Palestino           | 2:2 (3:1 i. E.) | Independiente Medellín  | 1:1      | 1:1       |
| 6.2./12.2. | Defensor Sporting      | 3:1             | Barcelona Sporting Club | 3:0      | 0:1       |
| 6.2./13.2. | Club Atlético Talleres | 2:0             | FC São Paulo            | 2:0      | 0:0       |
| 6.2./13.2. | Delfín SC              | 1:1             | FC Caracas              | 1:1      | 0:0       |
| 7.2./14.2. | Deportivo La Guaira    | 0:1             | Atlético Nacional       | 0:1      | 0:0       |

### 3. Qualifikationsrunde
Die Spiele der dritten Qualifikationsrunde fanden zwischen dem 19. und 28. Februar 2019 statt. Die zwei besten Verlierermannschaften nach Wertung der CONMEBOL qualifizierten sich für die Teilnahme an der Copa Sudamericana 2019.
| Datum       |                        | Gesamt          |                   | Hinspiel | Rückspiel |
| ----------- | ---------------------- | --------------- | ----------------- | -------- | --------- |
| 19.2./26.2. | FBC Melgar             | 3:2             | FC Caracas        | 2:0      | 1:2       |
| 20.2./27.2. | Club Atlético Talleres | 3:4             | CD Palestino      | 2:2      | 1:2       |
| 20.2./27.2. | Defensor Sporting      | 0:2             | Atlético Mineiro  | 0:2      | 0:0       |
| 21.2./28.2. | Club Libertad          | 1:1 (5:4 i. E.) | Atlético Nacional | 1:0      | 0:1       |

### Qualifikationstabelle für die Copa Sudamericana 2019
| Pl. | Verein                 | Sp. | S | U | N | Tore    | Diff. | Punkte |
| --- | ---------------------- | --- | - | - | - | ------- | ----- | ------ |
| 1.  | Atlético Nacional      | 2   | 1 | 0 | 1 | 001:100 | ±0    | 03     |
| 2.  | FC Caracas             | 2   | 1 | 0 | 1 | 002:300 | −1    | 03     |
| 3.  | Club Atlético Talleres | 2   | 0 | 1 | 1 | 003:400 | −1    | 01     |
| 4.  | Defensor Sporting      | 2   | 0 | 1 | 1 | 000:200 | −2    | 01     |

## Gruppenphase

### Auslosung Gruppenphase
Für die Gruppenphase wurden die 32 Teams in acht Gruppen zu je vier Mannschaften aus jedem der vier Töpfe gezogen. Teams aus demselben Verband konnten nicht in dieselbe Gruppe gezogen werden, mit Ausnahme der Sieger der dritten Qualifikationsrunde, die Topf 4 zugewiesen wurden. Wie in der zweiten Qualifikationsrunde können diese Qualifikanten in der Gruppenphase auf Klubs ihres Verbandes treffen.
River Plate wurde als Titelverteidiger in Lostopf 1 gesetzt und Athletico Paranaense als Sieger der Copa Sudamericana 2018 in Lostopf 2.
| Topf 1 | Topf 2 | Topf 3 | Topf 4 |
| River Plate (1) Boca Juniors (2) Grêmio Porto Alegre (3) Nacional Montevideo (5) Peñarol Montevideo (6) Palmeiras São Paulo (7) Cruzeiro Belo Horizonte (9) Club Olimpia (12) | Athletico Paranaense (53) San Lorenzo (14) Club Cerro Porteño (15) Club Sport Emelec (18) Internacional Porto Alegre (25) Flamengo Rio de Janeiro (30) CD Universidad Católica (33) Sporting Cristal (34) | Club Jorge Wilstermann (41) Rosario Central (43) LDU Quito (46) Atlético Junior (51) Alianza Lima (55) Club Atlético Huracán (59) CD Godoy Cruz (60) Zamora FC (69) | Deportivo Lara (72) Deportes Tolima (76) Universidad Concepción (152) Club San José (83) FBC Melgar (80) CD Palestino (84) Atlético Mineiro (10) Club Libertad (23) |

### Modus Gruppenphase
Bei Punktgleichheit in der Gruppenphase ist die Tordifferenz für das Weiterkommen maßgebend, dann die Anzahl der erzielten Tore, danach die der auswärts erzielten Treffer. Sind auch diese gleich, entschied das Los. In den K.-o.-Runden galt bei Punkt- und Torgleichheit ebenfalls die Auswärtstorregel. Ist deren Anzahl gleich folgte ohne Verlängerung sofort ein Elfmeterschießen.

### Gruppe A
| Pl. | Verein                     | Sp. | S | U | N | Tore    | Diff. | Punkte |
| --- | -------------------------- | --- | - | - | - | ------- | ----- | ------ |
| 1.  | Internacional Porto Alegre | 6   | 4 | 2 | 0 | 011:600 | +5    | 14     |
| 2.  | River Plate (M)            | 6   | 2 | 4 | 0 | 010:500 | +5    | 10     |
| 3.  | CD Palestino               | 6   | 2 | 1 | 3 | 007:700 | ±0    | 07     |
| 4.  | Alianza Lima               | 6   | 0 | 1 | 5 | 002:120 | −10   | 01     |

| Spiel       | Datum     | Stadion                          | Mannschaft 1               | Ergebnis  | Mannschaft 2               |
| ----------- | --------- | -------------------------------- | -------------------------- | --------- | -------------------------- |
| 1. Spieltag | 6. März   | Estadio Municipal de La Cisterna | CD Palestino               | 0:1 (0:0) | Internacional Porto Alegre |
| 1. Spieltag | 6. März   | Estadio Alejandro Villanueva     | Alianza Lima               | 1:1 (1:0) | River Plate                |
| 2. Spieltag | 13. März  | Estádio Beira-Rio                | Internacional Porto Alegre | 2:0 (2:0) | Alianza Lima               |
| 2. Spieltag | 13. März  | El Monumental                    | River Plate                | 0:0       | CD Palestino               |
| 3. Spieltag | 2. April  | Estadio Municipal de La Cisterna | CD Palestino               | 3:0 (1:0) | Alianza Lima               |
| 3. Spieltag | 3. April  | Estádio Beira-Rio                | Internacional Porto Alegre | 2:2 (2:1) | River Plate                |
| 4. Spieltag | 9. April  | Estádio Beira-Rio                | Internacional Porto Alegre | 3:2 (2:1) | CD Palestino               |
| 4. Spieltag | 11. April | El Monumental                    | River Plate                | 3:0 (1:0) | Alianza Lima               |
| 5. Spieltag | 24. April | Estadio Municipal de La Cisterna | CD Palestino               | 0:2 (0:1) | River Plate                |
| 5. Spieltag | 24. April | Estadio Alejandro Villanueva     | Alianza Lima               | 0:1 (0:0) | Internacional Porto Alegre |
| 6. Spieltag | 7. Mai    | El Monumental                    | River Plate                | 2:2 (1:1) | Internacional Porto Alegre |
| 6. Spieltag | 7. Mai    | Estadio Alejandro Villanueva     | Alianza Lima               | 1:2 (1:1) | CD Palestino               |

### Gruppe B
| Pl. | Verein                  | Sp. | S | U | N | Tore    | Diff. | Punkte |
| --- | ----------------------- | --- | - | - | - | ------- | ----- | ------ |
| 1.  | Cruzeiro Belo Horizonte | 6   | 5 | 0 | 1 | 011:200 | +9    | 15     |
| 2.  | Club Sport Emelec       | 6   | 2 | 3 | 1 | 006:500 | +1    | 09     |
| 3.  | Deportivo Lara          | 6   | 1 | 2 | 3 | 004:100 | −6    | 05     |
| 4.  | Club Atlético Huracán   | 6   | 1 | 1 | 4 | 005:900 | −4    | 04     |

| Spiel       | Datum     | Stadion                   | Mannschaft 1            | Ergebnis  | Mannschaft 2            |
| ----------- | --------- | ------------------------- | ----------------------- | --------- | ----------------------- |
| 1. Spieltag | 7. März   | Estadio Tomás Adolfo Ducó | Club Atlético Huracán   | 0:1 (0:1) | Cruzeiro Belo Horizonte |
| 1. Spieltag | 8. März   | El Inglés                 | Deportivo Lara          | 0:0       | Club Sport Emelec       |
| 2. Spieltag | 27. März  | Mineirão                  | Cruzeiro Belo Horizonte | 2:0 (1:0) | Deportivo Lara          |
| 2. Spieltag | 14. März  | Estadio George Capwell    | Club Sport Emelec       | 0:0       | Club Atlético Huracán   |
| 3. Spieltag | 3. April  | El Inglés                 | Deportivo Lara          | 2:1 (2:0) | Club Atlético Huracán   |
| 3. Spieltag | 3. April  | Estadio George Capwell    | Club Sport Emelec       | 0:1 (0:1) | Cruzeiro Belo Horizonte |
| 4. Spieltag | 9. April  | Mineirão                  | Cruzeiro Belo Horizonte | 4:0 (3:0) | Club Atlético Huracán   |
| 4. Spieltag | 11. April | Estadio George Capwell    | Club Sport Emelec       | 2:2 (0:0) | Deportivo Lara          |
| 5. Spieltag | 23. April | Estadio Tomás Adolfo Ducó | Club Atlético Huracán   | 1:2 (0:1) | Club Sport Emelec       |
| 5. Spieltag | 23. April | El Inglés                 | Deportivo Lara          | 0:2 (0:1) | Cruzeiro Belo Horizonte |
| 6. Spieltag | 8. Mai    | Estadio Tomás Adolfo Ducó | Club Atlético Huracán   | 3:0 (2:0) | Deportivo Lara          |
| 6. Spieltag | 8. Mai    | Mineirão                  | Cruzeiro Belo Horizonte | 1:2 (0:1) | Club Sport Emelec       |

### Gruppe C
| Pl. | Verein                 | Sp. | S | U | N | Tore    | Diff. | Punkte |
| --- | ---------------------- | --- | - | - | - | ------- | ----- | ------ |
| 1.  | Club Olimpia           | 6   | 2 | 3 | 1 | 009:600 | +3    | 09     |
| 2.  | CD Godoy Cruz          | 6   | 2 | 3 | 1 | 005:300 | +2    | 09     |
| 3.  | Sporting Cristal       | 6   | 2 | 1 | 3 | 008:110 | −3    | 07     |
| 4.  | Universidad Concepción | 6   | 1 | 3 | 2 | 009:110 | −2    | 06     |

| Spiel       | Datum     | Stadion                     | Mannschaft 1           | Ergebnis  | Mannschaft 2           |
| ----------- | --------- | --------------------------- | ---------------------- | --------- | ---------------------- |
| 1. Spieltag | 5. März   | Estadio Malvinas Argentinas | CD Godoy Cruz          | 0:0       | Club Olimpia           |
| 1. Spieltag | 6. März   | Estadio de Collao           | Universidad Concepción | 5:4 (1:0) | Sporting Cristal       |
| 2. Spieltag | 12. März  | Estadio Manuel Ferreira     | Club Olimpia           | 1:1 (1:1) | Universidad Concepción |
| 2. Spieltag | 12. März  | Estadio Alberto Gallardo    | Sporting Cristal       | 1:1 (1:1) | CD Godoy Cruz          |
| 3. Spieltag | 3. April  | Estadio de Collao           | Universidad Concepción | 0:0       | CD Godoy Cruz          |
| 3. Spieltag | 4. April  | Estadio Alberto Gallardo    | Sporting Cristal       | 0:3 (0:0) | Club Olimpia           |
| 4. Spieltag | 9. April  | Estadio Manuel Ferreira     | Club Olimpia           | 2:1 (2:0) | CD Godoy Cruz          |
| 4. Spieltag | 10. April | Estadio Alberto Gallardo    | Sporting Cristal       | 2:0 (2:0) | Universidad Concepción |
| 5. Spieltag | 23. April | Estadio de Collao           | Universidad Concepción | 3:3 (2:0) | Club Olimpia           |
| 5. Spieltag | 23. April | Estadio Malvinas Argentinas | CD Godoy Cruz          | 2:0 (1:0) | Sporting Cristal       |
| 6. Spieltag | 9. Mai    | Estadio Malvinas Argentinas | CD Godoy Cruz          | 1:0 (1:0) | Universidad Concepción |
| 6. Spieltag | 9. Mai    | Estadio Manuel Ferreira     | Club Olimpia           | 0:1 (0:1) | Sporting Cristal       |

### Gruppe D
| Pl. | Verein                  | Sp. | S | U | N | Tore    | Diff. | Punkte |
| --- | ----------------------- | --- | - | - | - | ------- | ----- | ------ |
| 1.  | Flamengo Rio de Janeiro | 6   | 3 | 1 | 2 | 011:500 | +6    | 10     |
| 2.  | LDU Quito               | 6   | 3 | 1 | 2 | 012:800 | +4    | 10     |
| 3.  | Peñarol Montevideo      | 6   | 3 | 1 | 2 | 007:500 | +2    | 10     |
| 4.  | Club San José           | 6   | 1 | 1 | 4 | 007:190 | −12   | 04     |

| Spiel       | Datum     | Stadion                   | Mannschaft 1            | Ergebnis  | Mannschaft 2            |
| ----------- | --------- | ------------------------- | ----------------------- | --------- | ----------------------- |
| 1. Spieltag | 5. März   | Estadio Jesús Bermúdez    | Club San José           | 0:1 (0:0) | Flamengo Rio de Janeiro |
| 1. Spieltag | 7. März   | Estadio La Casa Blanca    | LDU Quito               | 2:0 (1:0) | Peñarol Montevideo      |
| 2. Spieltag | 13. März  | Maracanã                  | Flamengo Rio de Janeiro | 3:1 (1:0) | LDU Quito               |
| 2. Spieltag | 14. März  | Estadio Campeón del Siglo | Peñarol Montevideo      | 4:0 (3:0) | Club San José           |
| 3. Spieltag | 2. April  | Estadio Jesús Bermúdez    | Club San José           | 3:3 (1:2) | LDU Quito               |
| 3. Spieltag | 3. April  | Maracanã                  | Flamengo Rio de Janeiro | 0:1 (0:0) | Peñarol Montevideo      |
| 4. Spieltag | 9. April  | Estadio Campeón del Siglo | Peñarol Montevideo      | 1:0 (0:0) | LDU Quito               |
| 4. Spieltag | 11. April | Maracanã                  | Flamengo Rio de Janeiro | 6:1 (2:1) | Club San José           |
| 5. Spieltag | 24. April | Estadio Jesús Bermúdez    | Club San José           | 3:1 (0:0) | Peñarol Montevideo      |
| 5. Spieltag | 24. April | Estadio La Casa Blanca    | LDU Quito               | 2:1 (1:1) | Flamengo Rio de Janeiro |
| 6. Spieltag | 8. Mai    | Estadio La Casa Blanca    | LDU Quito               | 4:0 (0:0) | Club San José           |
| 6. Spieltag | 8. Mai    | Estadio Campeón del Siglo | Peñarol Montevideo      | 0:0       | Flamengo Rio de Janeiro |

### Gruppe E
| Pl. | Verein              | Sp. | S | U | N | Tore    | Diff. | Punkte |
| --- | ------------------- | --- | - | - | - | ------- | ----- | ------ |
| 1.  | Club Cerro Porteño  | 6   | 4 | 1 | 1 | 010:500 | +5    | 13     |
| 2.  | Nacional Montevideo | 6   | 4 | 1 | 1 | 005:200 | +3    | 13     |
| 3.  | Atlético Mineiro    | 6   | 2 | 0 | 4 | 006:100 | −4    | 06     |
| 4.  | Zamora FC           | 6   | 1 | 0 | 5 | 006:100 | −4    | 03     |

| Spiel       | Datum     | Stadion                            | Mannschaft 1        | Ergebnis  | Mannschaft 2        |
| ----------- | --------- | ---------------------------------- | ------------------- | --------- | ------------------- |
| 1. Spieltag | 6. März   | Estádio Governador Magalhães Pinto | Atlético Mineiro    | 0:1 (0:0) | Club Cerro Porteño  |
| 1. Spieltag | 6. März   | Estadio Agustín Tovar              | Zamora FC           | 0:1 (0:1) | Nacional Montevideo |
| 2. Spieltag | 12. März  | Estadio Gran Parque Central        | Nacional Montevideo | 1:0 (0:0) | Atlético Mineiro    |
| 2. Spieltag | 13. März  | Estadio General Pablo Rojas        | Club Cerro Porteño  | 2:1 (1:1) | Zamora FC           |
| 3. Spieltag | 2. April  | Estadio General Pablo Rojas        | Club Cerro Porteño  | 1:0 (1:0) | Nacional Montevideo |
| 3. Spieltag | 3. April  | Estádio Governador Magalhães Pinto | Atlético Mineiro    | 3:2 (0:2) | Zamora FC           |
| 4. Spieltag | 10. April | Estadio Gran Parque Central        | Nacional Montevideo | 1:0 (0:0) | Zamora FC           |
| 4. Spieltag | 10. April | Estadio General Pablo Rojas        | Club Cerro Porteño  | 4:1 (4:1) | Atlético Mineiro    |
| 5. Spieltag | 23. April | Estádio Governador Magalhães Pinto | Atlético Mineiro    | 0:1 (0:0) | Nacional Montevideo |
| 5. Spieltag | 25. April | Estadio Agustín Tovar              | Zamora FC           | 2:1 (1:0) | Club Cerro Porteño  |
| 6. Spieltag | 7. Mai    | Estadio Agustín Tovar              | Zamora FC           | 1:2 (0:2) | Atlético Mineiro    |
| 6. Spieltag | 7. Mai    | Estadio Gran Parque Central        | Nacional Montevideo | 1:1 (0:1) | Club Cerro Porteño  |

### Gruppe F
| Pl. | Verein              | Sp. | S | U | N | Tore    | Diff. | Punkte |
| --- | ------------------- | --- | - | - | - | ------- | ----- | ------ |
| 1.  | Palmeiras São Paulo | 6   | 5 | 0 | 1 | 013:100 | +12   | 15     |
| 2.  | CA San Lorenzo      | 6   | 3 | 1 | 2 | 004:100 | +3    | 10     |
| 3.  | FBC Melgar          | 6   | 2 | 1 | 3 | 002:900 | −7    | 07     |
| 4.  | Atlético Junior     | 6   | 1 | 0 | 5 | 001:800 | −7    | 03     |

| Spiel       | Datum     | Stadion                       | Mannschaft 1        | Ergebnis  | Mannschaft 2        |
| ----------- | --------- | ----------------------------- | ------------------- | --------- | ------------------- |
| 1. Spieltag | 5. März   | Estadio Monumental de la UNSA | FBC Melgar          | 0:0       | CA San Lorenzo      |
| 1. Spieltag | 6. März   | Estadio Metropolitano         | Atlético Junior     | 0:2 (0:1) | Palmeiras São Paulo |
| 2. Spieltag | 12. März  | Allianz Parque                | Palmeiras São Paulo | 3:0 (1:0) | FBC Melgar          |
| 2. Spieltag | 13. März  | Estadio Pedro Bidegain        | CA San Lorenzo      | 1:0 (0:0) | Atlético Junior     |
| 3. Spieltag | 2. April  | Estadio Pedro Bidegain        | CA San Lorenzo      | 1:0 (0:0) | Palmeiras São Paulo |
| 3. Spieltag | 2. April  | Estadio Monumental de la UNSA | FBC Melgar          | 1:0 (0:0) | Atlético Junior     |
| 4. Spieltag | 9. April  | Estadio Pedro Bidegain        | CA San Lorenzo      | 2:0 (1:0) | FBC Melgar          |
| 4. Spieltag | 10. April | Allianz Parque                | Palmeiras São Paulo | 3:0 (1:0) | Atlético Junior     |
| 5. Spieltag | 25. April | Estadio Metropolitano         | Atlético Junior     | 1:0 (1:0) | CA San Lorenzo      |
| 5. Spieltag | 25. April | Estadio Monumental de la UNSA | FBC Melgar          | 0:4 (0:2) | Palmeiras São Paulo |
| 6. Spieltag | 8. Mai    | Estadio Metropolitano         | Atlético Junior     | 0:1 (0:1) | FBC Melgar          |
| 6. Spieltag | 8. Mai    | Allianz Parque                | Palmeiras São Paulo | 1:0 (0:0) | CA San Lorenzo      |

### Gruppe G
| Pl. | Verein                 | Sp. | S | U | N | Tore    | Diff. | Punkte |
| --- | ---------------------- | --- | - | - | - | ------- | ----- | ------ |
| 1.  | Boca Juniors           | 6   | 3 | 2 | 1 | 011:600 | +5    | 11     |
| 2.  | Athletico Paranaense   | 6   | 3 | 0 | 3 | 011:600 | +5    | 09     |
| 3.  | Deportes Tolima        | 6   | 2 | 2 | 2 | 007:800 | −1    | 08     |
| 4.  | Club Jorge Wilstermann | 6   | 1 | 2 | 3 | 005:140 | −9    | 05     |

| Spiel       | Datum     | Stadion                     | Mannschaft 1           | Ergebnis  | Mannschaft 2           |
| ----------- | --------- | --------------------------- | ---------------------- | --------- | ---------------------- |
| 1. Spieltag | 5. März   | Estadio Manuel Murillo Toro | Deportes Tolima        | 1:0 (1:0) | Athletico Paranaense   |
| 1. Spieltag | 5. März   | Estadio Félix Capriles      | Club Jorge Wilstermann | 0:0       | Boca Juniors           |
| 2. Spieltag | 12. März  | La Bombonera                | Boca Juniors           | 3:0 (0:0) | Deportes Tolima        |
| 2. Spieltag | 14. März  | Arena da Baixada            | Athletico Paranaense   | 4:0 (2:0) | Club Jorge Wilstermann |
| 3. Spieltag | 2. April  | Arena da Baixada            | Athletico Paranaense   | 3:0 (1:0) | Boca Juniors           |
| 3. Spieltag | 3. April  | Estadio Manuel Murillo Toro | Deportes Tolima        | 2:2 (1:0) | Club Jorge Wilstermann |
| 4. Spieltag | 9. April  | Arena da Baixada            | Athletico Paranaense   | 1:0 (0:0) | Deportes Tolima        |
| 4. Spieltag | 10. April | La Bombonera                | Boca Juniors           | 4:0 (1:0) | Club Jorge Wilstermann |
| 5. Spieltag | 24. April | Estadio Félix Capriles      | Club Jorge Wilstermann | 3:2 (1:1) | Athletico Paranaense   |
| 5. Spieltag | 24. April | Estadio Manuel Murillo Toro | Deportes Tolima        | 2:2 (2:2) | Boca Juniors           |
| 6. Spieltag | 9. Mai    | La Bombonera                | Boca Juniors           | 2:1 (0:0) | Athletico Paranaense   |
| 6. Spieltag | 9. Mai    | Estadio Félix Capriles      | Club Jorge Wilstermann | 0:2 (0:1) | Deportes Tolima        |

### Gruppe H
| Pl. | Verein                  | Sp. | S | U | N | Tore    | Diff. | Punkte |
| --- | ----------------------- | --- | - | - | - | ------- | ----- | ------ |
| 1.  | Club Libertad           | 6   | 4 | 0 | 2 | 011:700 | +4    | 12     |
| 2.  | Grêmio Porto Alegre     | 6   | 3 | 1 | 2 | 008:400 | +4    | 10     |
| 3.  | CD Universidad Católica | 6   | 2 | 1 | 3 | 007:110 | −4    | 07     |
| 4.  | Rosario Central         | 6   | 1 | 2 | 3 | 006:100 | −4    | 05     |

| Spiel       | Datum     | Stadion                         | Mannschaft 1            | Ergebnis  | Mannschaft 2            |
| ----------- | --------- | ------------------------------- | ----------------------- | --------- | ----------------------- |
| 1. Spieltag | 5. März   | Estadio Dr. Nicolás Leoz        | Club Libertad           | 4:1 (2:1) | CD Universidad Católica |
| 1. Spieltag | 6. März   | Estadio Gigante de Arroyito     | Rosario Central         | 1:1 (1:1) | Grêmio Porto Alegre     |
| 2. Spieltag | 12. März  | Arena do Grêmio                 | Grêmio Porto Alegre     | 0:1 (0:1) | Club Libertad           |
| 2. Spieltag | 13. März  | Estadio San Carlos de Apoquindo | CD Universidad Católica | 2:1 (1:0) | Rosario Central         |
| 3. Spieltag | 4. April  | Estadio San Carlos de Apoquindo | CD Universidad Católica | 1:0 (1:0) | Grêmio Porto Alegre     |
| 3. Spieltag | 4. April  | Estadio Dr. Nicolás Leoz        | Club Libertad           | 2:0 (0:0) | Rosario Central         |
| 4. Spieltag | 10. April | Arena do Grêmio                 | Grêmio Porto Alegre     | 3:1 (1:0) | Rosario Central         |
| 4. Spieltag | 10. April | Estadio San Carlos de Apoquindo | CD Universidad Católica | 2:3 (1:2) | Club Libertad           |
| 5. Spieltag | 23. April | Estadio Dr. Nicolás Leoz        | Club Libertad           | 0:2 (0:1) | Grêmio Porto Alegre     |
| 5. Spieltag | 24. April | Estadio Gigante de Arroyito     | Rosario Central         | 1:1 (0:1) | CD Universidad Católica |
| 6. Spieltag | 8. Mai    | Estadio Gigante de Arroyito     | Rosario Central         | 2:1 (1:0) | Club Libertad           |
| 6. Spieltag | 8. Mai    | Arena do Grêmio                 | Grêmio Porto Alegre     | 2:0 (1:0) | CD Universidad Católica |

## Finalrunde
Für das Achtelfinale qualifizierten sich jeweils der Erste und Zweite jeder Gruppe. Zur Ermittlung der weiteren Paarungen ab dem Achtelfinale wurden zwei Lostöpfe gebildet. Die Gruppensieger kamen in einen Topf, alle Gruppenzweiten in einen weiteren. Die Auslosung fand am 13. Mai 2019 im CONMEBOL Convention Center in Luque, Paraguay statt.
Die nachstehende Übersicht gibt die Tabelle der Erst- und Zweitplatzierten der Gruppenphase an. Bei Gleichheit in der Punkt- und Tordifferenz kommt als nächstes Kriterium die Anzahl der erzielten Tore zum Tragen.
| Topf A Gruppenerste        | Punkte | Tore | Topf B Gruppenzweite | Punkte | Tore |
| -------------------------- | ------ | ---- | -------------------- | ------ | ---- |
| Palmeiras São Paulo        | 15     | +12  | Nacional Montevideo  | 13     | +3   |
| Cruzeiro Belo Horizonte    | 15     | +9   | River Plate          | 10     | +5   |
| Internacional Porto Alegre | 14     | +5   | LDU Quito            | 10     | +4   |
| Club Cerro Porteño         | 13     | +5   | Grêmio Porto Alegre  | 10     | +4   |
| Club Libertad              | 12     | +4   | CA San Lorenzo       | 10     | +2   |
| Boca Juniors               | 11     | +5   | Athletico Paranaense | 9      | +5   |
| Flamengo Rio de Janeiro    | 10     | +6   | CD Godoy Cruz        | 9      | +2   |
| Club Olimpia               | 9      | +3   | Club Sport Emelec    | 9      | +1   |

### Turnierplan
|  | Achtelfinale               | Achtelfinale               | Achtelfinale |                         |   | Viertelfinale | Viertelfinale | Viertelfinale |  |  | Halbfinale | Halbfinale | Halbfinale |  |  | Finale | Finale |  |
|  |                            |                            |              |                         |   |               |               |               |  |  |            |            |            |  |  |        |        |  |
|  | River Plate                | 0                          | 0 (4)        |                         |   |               |               |               |  |  |            |            |            |  |  |        |        |  |
|  | Cruzeiro Belo Horizonte    | 0                          | 0 (2)        |                         |   |               |               |               |  |  |            |            |            |  |  |        |        |  |
|  | Cruzeiro Belo Horizonte    | 0                          | 0 (2)        | River Plate             | 2 | 1             |               |               |  |  |            |            |            |  |  |        |        |  |
|  |                            |                            |              | River Plate             | 2 | 1             |               |               |  |  |            |            |            |  |  |        |        |  |
|  |                            | Club Cerro Porteño         | 0            | 1                       |   |               |               |               |  |  |            |            |            |  |  |        |        |  |
|  | CA San Lorenzo             | Club Cerro Porteño         | 0            | 1                       | 0 | 1             |               |               |  |  |            |            |            |  |  |        |        |  |
|  | CA San Lorenzo             |                            |              |                         | 0 | 1             |               |               |  |  |            |            |            |  |  |        |        |  |
|  | Club Cerro Porteño         | 0                          | 2            |                         |   |               |               |               |  |  |            |            |            |  |  |        |        |  |
|  | Club Cerro Porteño         | 0                          | 2            | River Plate             | 2 | 0             |               |               |  |  |            |            |            |  |  |        |        |  |
|  |                            |                            |              |                         |   |               |               |               |  |  |            |            |            |  |  |        |        |  |
|  |                            | Boca Juniors               | 0            | 1                       |   |               |               |               |  |  |            |            |            |  |  |        |        |  |
|  | LDU Quito                  | Boca Juniors               | 0            | 1                       | 3 | 1             |               |               |  |  |            |            |            |  |  |        |        |  |
|  | LDU Quito                  |                            |              |                         | 3 | 1             |               |               |  |  |            |            |            |  |  |        |        |  |
|  | Club Olimpia               | 1                          | 1            |                         |   |               |               |               |  |  |            |            |            |  |  |        |        |  |
|  | Club Olimpia               | 1                          | 1            | LDU Quito               | 0 | 0             |               |               |  |  |            |            |            |  |  |        |        |  |
|  |                            |                            |              | LDU Quito               | 0 | 0             |               |               |  |  |            |            |            |  |  |        |        |  |
|  |                            | Boca Juniors               | 3            | 0                       |   |               |               |               |  |  |            |            |            |  |  |        |        |  |
|  | Athletico Paranaense       | Boca Juniors               | 3            | 0                       | 0 | 0             |               |               |  |  |            |            |            |  |  |        |        |  |
|  | Athletico Paranaense       |                            |              |                         | 0 | 0             |               |               |  |  |            |            |            |  |  |        |        |  |
|  | Boca Juniors               | 1                          | 2            |                         |   |               |               |               |  |  |            |            |            |  |  |        |        |  |
|  | Boca Juniors               | 1                          | 2            | River Plate             | 1 |               |               |               |  |  |            |            |            |  |  |        |        |  |
|  |                            |                            |              |                         |   |               |               |               |  |  |            |            |            |  |  |        |        |  |
|  |                            | Flamengo Rio de Janeiro    | 2            |                         |   |               |               |               |  |  |            |            |            |  |  |        |        |  |
|  | CD Godoy Cruz              | Flamengo Rio de Janeiro    | 2            | 2                       | 0 |               |               |               |  |  |            |            |            |  |  |        |        |  |
|  | CD Godoy Cruz              |                            |              |                         | 0 |               |               |               |  |  |            |            |            |  |  |        |        |  |
|  | Palmeiras São Paulo        | 2                          | 4            |                         |   |               |               |               |  |  |            |            |            |  |  |        |        |  |
|  | Palmeiras São Paulo        | 2                          | 4            | Palmeiras São Paulo     | 1 | 1             |               |               |  |  |            |            |            |  |  |        |        |  |
|  |                            |                            |              | Palmeiras São Paulo     | 1 | 1             |               |               |  |  |            |            |            |  |  |        |        |  |
|  |                            | Grêmio Porto Alegre        | 0            | 2                       |   |               |               |               |  |  |            |            |            |  |  |        |        |  |
|  | Grêmio Porto Alegre        | Grêmio Porto Alegre        | 0            | 2                       | 2 | 3             |               |               |  |  |            |            |            |  |  |        |        |  |
|  | Grêmio Porto Alegre        |                            |              |                         | 2 | 3             |               |               |  |  |            |            |            |  |  |        |        |  |
|  | Club Libertad              | 0                          | 0            |                         |   |               |               |               |  |  |            |            |            |  |  |        |        |  |
|  | Club Libertad              | 0                          | 0            | Grêmio Porto Alegre     | 1 | 0             |               |               |  |  |            |            |            |  |  |        |        |  |
|  |                            |                            |              |                         |   |               |               |               |  |  |            |            |            |  |  |        |        |  |
|  |                            | Flamengo Rio de Janeiro    | 1            | 5                       |   |               |               |               |  |  |            |            |            |  |  |        |        |  |
|  | Club Sport Emelec          | Flamengo Rio de Janeiro    | 1            | 5                       | 2 | 0 (2)         |               |               |  |  |            |            |            |  |  |        |        |  |
|  | Club Sport Emelec          |                            |              |                         | 2 | 0 (2)         |               |               |  |  |            |            |            |  |  |        |        |  |
|  | Flamengo Rio de Janeiro    | 0                          | 2 (4)        |                         |   |               |               |               |  |  |            |            |            |  |  |        |        |  |
|  | Flamengo Rio de Janeiro    | 0                          | 2 (4)        | Flamengo Rio de Janeiro | 2 | 1             |               |               |  |  |            |            |            |  |  |        |        |  |
|  |                            |                            |              | Flamengo Rio de Janeiro | 2 | 1             |               |               |  |  |            |            |            |  |  |        |        |  |
|  |                            | Internacional Porto Alegre | 0            | 1                       |   |               |               |               |  |  |            |            |            |  |  |        |        |  |
|  | Nacional Montevideo        | Internacional Porto Alegre | 0            | 1                       | 0 | 0             |               |               |  |  |            |            |            |  |  |        |        |  |
|  | Nacional Montevideo        |                            |              |                         | 0 | 0             |               |               |  |  |            |            |            |  |  |        |        |  |
|  | Internacional Porto Alegre | 1                          | 2            |                         |   |               |               |               |  |  |            |            |            |  |  |        |        |  |

### Achtelfinale
Die Paarungen wurden am 13. Mai ausgelost.
| Datum       |                      | Gesamt          |                            | Hinspiel  | Rückspiel |
| ----------- | -------------------- | --------------- | -------------------------- | --------- | --------- |
| 24.7./30.7. | River Plate          | 0:0 (4:2 i. E.) | Cruzeiro Belo Horizonte    | 0:0       | 0:0       |
| 24.7./30.7. | CD Godoy Cruz        | 2:6             | Palmeiras São Paulo        | 2:2 (2:1) | 0:4 (0:0) |
| 24.7./30.7. | LDU Quito            | 4:2             | Club Olimpia               | 3:1 (1:0) | 1:1 (1:1) |
| 25.7./31.7. | Club Sport Emelec    | 2:2 (2:4 i. E.) | Flamengo Rio de Janeiro    | 2:0 (1:0) | 0:2 (0:2) |
| 25.7./31.7. | Athletico Paranaense | 0:3             | Boca Juniors               | 0:1 (0:0) | 0:2 (0:0) |
| 25.7./31.7. | Nacional Montevideo  | 0:3             | Internacional Porto Alegre | 0:1 (0:0) | 0:2 (0:1) |
| 25.7./31.7. | CA San Lorenzo       | 1:2             | Club Cerro Porteño         | 0:0       | 1:2 (1:0) |
| 26.7./01.8. | Grêmio Porto Alegre  | 5:0             | Club Libertad              | 2:0 (0:0) | 3:0 (3:0) |

### Viertelfinale
| Datum       |                         | Gesamt     |                            | Hinspiel  | Rückspiel |
| ----------- | ----------------------- | ---------- | -------------------------- | --------- | --------- |
| 20.8./27.8. | Grêmio Porto Alegre     | (a)2:2 (a) | Palmeiras São Paulo        | 0:1 (0:1) | 2:1 (2:1) |
| 21.8./28.8. | LDU Quito               | 0:3        | Boca Juniors               | 0:3 (0:1) | 0:0       |
| 21.8./28.8. | Flamengo Rio de Janeiro | 3:1        | Internacional Porto Alegre | 2:0 (0:0) | 1:1 (0:0) |
| 22.8./29.8. | River Plate             | 3:1        | Club Cerro Porteño         | 2:0 (1:0) | 1:1 (0:1) |

### Halbfinale
| Datum         |                     | Gesamt |                         | Hinspiel  | Rückspiel |
| ------------- | ------------------- | ------ | ----------------------- | --------- | --------- |
| 01.10./22.10. | River Plate         | 2:1    | Boca Juniors            | 2:0 (1:0) | 0:1 (0:0) |
| 02.10./23.10. | Grêmio Porto Alegre | 1:6    | Flamengo Rio de Janeiro | 1:1 (0:0) | 0:5 (0:1) |

## Finale
| Flamengo Rio de Janeiro                                  | Flamengo Rio de Janeiro | River Plate | River Plate | Aufstellung                                           |
| -------------------------------------------------------- | --- | --- | ----------- | ----------------------------------------------------- |
| Flamengo Rio de Janeiro                                  | \| 23. November 2019 in Lima, Peru (Estadio Monumental "U") \| \| Ergebnis: 2:1 (0:1) \| \| Schiedsrichter: Roberto Tobar \| \| Spielbericht \| | \| 23. November 2019 in Lima, Peru (Estadio Monumental "U") \| \| Ergebnis: 2:1 (0:1) \| \| Schiedsrichter: Roberto Tobar \| \| Spielbericht \| | River Plate | Aufstellung Flamengo Rio de Janeiro gegen River Plate |
| Flamengo Rio de Janeiro                                  | 1 Diego Alves – 18 Rafinha, 3 Rodrigo Caio, 24 Pablo Marí, 21 Filipe Luís – 5 Willian Arão 85., 15 Gerson 65. – 7 Éverton Ribeiro , 14 De Arrascaeta 90+2., 27 Bruno Henrique – 9 Gabriel Barbosa Reserve 12 César, 2 Rodinei, 4 Rhodolfo, 6 Renê, 10 Diego 65., 11 Vitinho 85., 13 Vinícius Souza, 19 Reinier, 20 Lincoln, 25 Da Motta 90+2., 26 Matheus Thuler, 28 Orlando Berrío Cheftrainer: Jorge Jesus | 1 Franco Armani – 29 Gonzalo Montiel, 28 Lucas Martínez Quarta, 22 Javier Pinola , 20 Milton Casco 76. – 24 Enzo Pérez – 15 Exequiel Palacios, 26 Ignacio Martín Fernández 68. – 11 Nicolás De La Cruz – 19 Rafael Borré 74., 7 Matías Suárez Reserve 14 Germán Lux, 2 Robert Rojas, 4 Fabrizio Angileri, 5 Bruno Zuculini, 6 Paulo Díaz 76., 9 Julián Álvarez 68., 10 Juan Quintero, 21 Cristian Ferreira, 23 Leonardo Ponzio, 24 Lucas Pratto 74., 25 Enrique Bologna, 30 Ignacio Scocco Cheftrainer: Marcelo Gallardo | River Plate | Aufstellung Flamengo Rio de Janeiro gegen River Plate |
| Flamengo Rio de Janeiro                                  | 1:1 Gabriel Barbosa (89.) 2:1 Gabriel Barbosa (90.+2') | 0:1 Rafael Borré (14.) | River Plate | Aufstellung Flamengo Rio de Janeiro gegen River Plate |
| Flamengo Rio de Janeiro                                  | Pablo Marí (54.), Rafinha (79.), Gabriel Barbosa (90+2') | Milton Casco (29.), Matías Suárez (45.+1') Enzo Pérez (70.) | River Plate | Aufstellung Flamengo Rio de Janeiro gegen River Plate |
| Flamengo Rio de Janeiro                                  | Gabriel Barbosa (90.+5') | Exequiel Palacios (90.+5') | River Plate | Aufstellung Flamengo Rio de Janeiro gegen River Plate |
| 23. November 2019 in Lima, Peru (Estadio Monumental "U") | | |             |                                                       |
| Ergebnis: 2:1 (0:1)                                      | | |             |                                                       |
| Schiedsrichter: Roberto Tobar                            | | |             |                                                       |
| Spielbericht                                             | | |             |                                                       |

## Beste Torschützen
Stand: Nach Turnierende
| Rang | Spieler          | Klub                    | Tore |
| ---- | ---------------- | ----------------------- | ---- |
| 1    | Gabriel Barbosa  | Flamengo Rio de Janeiro | 9    |
| 2    | Adrián Martínez  | Club Libertad           | 6    |
|      | Marco Ruben      | Athletico Paranaense    | 6    |
|      | Gustavo Scarpa   | Palmeiras São Paulo     | 6    |
| 5    | Bruno Henrique   | Flamengo Rio de Janeiro | 5    |
|      | Ricardo Oliveira | Atlético Mineiro        | 5    |
|      | Patricio Rubio   | CD Universidad Católica | 5    |

### Hattrick
| Spieler         | Klub                    | Gegner                | Ergebnis | erzielte Tore          | Spieltag    | Quelle |
| --------------- | ----------------------- | --------------------- | -------- | ---------------------- | ----------- | ------ |
| Fred            | Cruzeiro Belo Horizonte | Club Atlético Huracán | 4:0      | 19′, 23′, 32′          | GP 4. Woche | [ 9 ]  |
| Adrián Martínez | Club Libertad           | Club The Strongest    | 5:1      | 61′, 61′, 77′          | 2. Runde    | [ 10 ] |
| Marco Ruben     | Athletico Paranaense    | Boca Juniors          | 3:0      | 36′, 69′, 81′          | GP 3. Woche | [ 11 ] |
| Patricio Rubio  | CD Universidad Católica | Sporting Cristal      | 5:4      | 45+2′, 51′, 81′, 90+3′ | GP 1. Woche | [ 12 ] |
| Anderson Julio  | LDU Quito               | Club San José         | 4:0      | 68′, 74′, 88′          | GP 6. Woche | [ 13 ] |

|  | Alle Tore in einer Halbzeit, lupenreiner Hattrick |